# János S. Darvas
János S. Darvas (* 8. März 1948 in Santiago de Chile) ist ein ungarisch-deutscher Dokumentarfilmregisseur.

## Leben
Darvas wurde als Sohn ungarischer Emigranten in Santiago de Chile geboren, die mit ihm wenige Monate nach seiner Geburt nach Ungarn zurückkehrten; sein Vater war der Komponist und Musikwissenschaftler Gábor Darvas. Von 1965 bis 1969 studierte er an der Béla-Bartók-Konservatorium in Budapest. 1969 emigrierte er nach Deutschland, wo er bei Christoph Caskel Schlagzeug studierte und Mitarbeiter von Karlheinz Stockhausen war. Seit 1980 arbeitet er als freischaffender Fernsehregisseur. Schwerpunkt seiner Arbeit sind Dokumentationen zur klassischen Musik. Daneben führte er Regie bei zahlreichen Liveübertragungen und Aufzeichnungen von Konzerten und Opernaufführungen, u. a. mit Claudio Abbado, Martha Argerich, Daniel Barenboim, Pierre Boulez, Sergiu Celibidache, Chung Kyung-wha, Nicolaus Harnoncourt, Erich Leinsdorf, James Levine, Lorin Maazel, Zubin Mehta, Arturo Benedetti Michelangeli, André Previn und Simon Rattle und arbeitete u. a. in Wien, Salzburg, Berlin, Köln, München, Rom, Paris, London, Madrid, Budapest, Prag, New York, Chicago, Washington, Buenos Aires und Tel Aviv.

## Filmografie (Auswahl)
- 1980  Lieber ohne Worte – Die letzte Reise des Felix Mendelssohn Bartholdy
- 1981  Der Wanderer – Friedrich Gulda
- 1984  The Concept of Fundamental Goodness – Larry Blackshere
- 1985  Ein Leben für Polen – Paderewski
- 1987  Das Spiel mit dem Feuer – Ein Jahr mit dem Pianisten Zoltán Kocsis
- 1987  Spoleto 1987 - 30 Jahre Festival zweier Welten
- 1996  Wären nicht die Frauen – Dr. Brahms, Johannes Brahms
- 1997  Dem Kölner Rundfunk-Sinfonie-Orchester zum Fünfzigsten
- 1999  György Kurtág – Die Töne müssen im Gedächtnis bleiben
- 1999  Antonio Pappano
- 2001  Igor Stravinsky: Composer
- 2002  Hans Neuenfels
- 2002  Die Botschaft von Liszt
- 2007  Bin nur ein Jonny – Der Operettenkomponist Paul Abraham
- 2009  Haydns Genius – Mit András Schiff
- 2011  Coming Home – 75 Jahre Israel Philharmonic Orchestra
- 2013  Bernd Alois Zimmermann – Requiem für einen jungen Dichter
- 2018: Sergei Rachmaninoff in Dresden
- 2020: Zigeunerweisen / The Gipsy Influence